# Villa Abamelek
La Villa Abamelek, située près de la colline du Janicule, à proximité immédiate de la Porta San Pancrazio, est l'une des villas urbaines de Rome : c'est la résidence des ambassadeurs russes. L'adresse du bureau diplomatique est située 12 Via Aurelia Antica. 

## Histoire
Sa construction remonte à la fin du XVIIe  et au début du  XVIIIe siècle, lorsque le marquis génois Paolo Girolamo Torre, un banquier de renom, ordonna sa construction dans une zone située entre la Via Aurelia Antica et la Porta Cavalleggeri, voulant y faire sa résidence. Celle-ci, identifiable à l'actuel Palazzina Belvedere, était décorée de diverses fresques réalisées par Giuseppe Passeri ; une partie du cycle est maintenant perdue. À celles-ci s'ajoute une collection de genres classiques et mythologiques de Giuseppe Bartolomeo Chiari, Benedetto Luti et d'autres artistes du cercle de l'Accademia di San Luca. 
La villa sera le théâtre d'une réunion des évêques le 22 août 1700, en vue du conclave voisin en raison de la maladie du pape Innocent XII, décédé le 27 septembre de la même année. À cause de problèmes financiers, en 1722, les Torre ont vendu la villa à l'Arcispedale di Santo Spirito in Saxia, qui l'a vendue en 1734 à Mgr Giuseppe Maria Feroni, un noble florentin devenu cardinal peu après.  
À partir de la fin du XVIIIe siècle, le complexe compte de nombreux propriétaires: en 1792, il passe à Giovanni Torlonia, de ceux-ci à la fille de la comtesse Maria Teresa Marescotti, puis aux Valentini et aux Giraud. En  1849, la bataille du Janicule entre l'armée française et les troupes de la République romaine endommagent gravement le bâtiment, concluant une période de déclin de la propriété. En  1854,  la villa a été achetée par le prince Philip Andrea V Doria Pamphilj, avec l'idée, plus tard réalisée, de l'annexer à sa maison voisine. Sur sa commande, l'architecte Andrea Busiri Vici a restauré le complexe et transformé le jardin en style paysager. Vendue aux Ricasoli en  1863, elle est finalement devenue la propriété du prince russe Semion Semionovich Abamelek Lazarev en 1907. 
Le prince Abamelek-Lazarev est issu d'une noble famille géorgienne d'origine arménienne et s'est enrichi à la fois pour ses activités bancaires et grâce à l'exploitation des mines de sel de la région russe de Perm. Avec l'aide de l'architecte Vincenzo Moraldi, il donne un nouvel aspect au parc et au bâtiment : à travers l'achat de vignobles et de fermes voisines, il agrandit le domaine et le jardin paysager du XIXe siècle est enrichi par un nombre important de sculptures anciennes, dont un sarcophage étrusque et diverses statues et bustes. Le casino du XVIII a été agrandi, appelé Villa Belvedere au XIXe siècle et aujourd'hui Palazzina Belvedere, en ajoutant un nouveau bâtiment. 
Il a transformé le bâtiment au service des vignes et des fours, créant ainsi le Casino des Muses ou du théâtre : le bâtiment est décoré avec des peintures, en particulier de l'école vénitienne, avec des meubles vénitiens, des tapisseries flamandes, des sculptures de différentes époques, des meubles de différents styles et des mosaïques romaines. Il est donc configuré comme un grand exemple d'éclectisme, dédié aux Muses et à aux Camènes : pour cette raison, il dispose d'une grande salle avec une scène, destinée précisément au théâtre ; ici des concerts et des spectacles ont été joués pour le prince et son épouse, Maria Pavlovna Demidov. À l'extérieur du Casino, un hémicycle théâtral est également conçu en forme de théâtre  grec, selon la mode des théâtres des villas du XVIIe siècle, enrichi de têtes romaines. Après la mort du prince en 1916, la villa est restée un exemple de grand mécénat éclectique et international, grâce à la fusion et la coexistence de diverses formes artistiques de différentes époques. 
À la mort de la princesse, en  1936[Information douteuse], le bâtiment est devenu la propriété de l'Union des républiques socialistes soviétiques. Avec la fin du fascisme et de la Seconde Guerre mondiale, le décret législatif du chef de l'État provisoire du 28 février 1947 transfère officiellement la villa Abamelek-Lazareff de Rome à l'État soviétique ; la villa devient ainsi le siège diplomatique en Italie des représentants soviétiques, puis de la fédération de Russie depuis 1991. 
Dans l'immense parc de vingt-sept hectares, il est possible de croiser des renards, des hérissons et d'autres animaux dans la nature, en plus de la présence de divers oiseaux, et il existe des vestiges archéologiques qui ont permis d'identifier la caserne de la garde personnelle de l'empereur Néron. Au début du XXIe siècle, l'église russe orthodoxe Sainte-Catherine Martyre a été construite par la Russie.

## Articles associés
- Janicule